# Велики Селджук
Селджукската империя или Велики Селджук е тюрко-персийска сунитска мюсюлманска империя по време на Развитото средновековие, произхождаща от клон на племето Огуз.  В периода на най-големия си възход Селджукската империя контролира обширна зона, простираща се от западна Мала Азия и Леванта до Хиндукуш на изток и от Централна Азия на север до Персийския залив на юг.
Номинално подчинена на Абасидския халифат, империята е основана през 1037 г. от Тогрул бег (990 – 1063) и брат му Чагри бег (989 – 1060). От родината си в близост до Аралско море селджуците напредват първо към Хорасан, а след това към континентална Персия, като накрая завладяват и източен Анадол. Тук през 1071 г. селджуците печелят битката при Манцикерт срещу Византийската империя и завладяват по-голямата част от Анадола, което става една от причините за първия кръстоносен поход (1095 – 1099 г.). В периода 1150 – 1250 г. империята запада и става жертва на нашествията на монголите около 1260 година. След това Мала Азия е разделена на емирства от прииждащите тюркски племена. Едно от тях, османците, в крайна сметка ще завладее останалите.
Селджук бег дава името си както на империята, така и на династията. Селджуците обединяват раздробения политически пейзаж на източния ислямски свят и изиграват ключова роля в първия и втория кръстоносни походи. Те са силно повлияни от Персия в културата и езика, и играят важна роля в развитието на тюрко-персийската традиция (персийска култура, развивана под покровителството на тюркски владетели) като дори изнасят персийската култура в Анадола Заселването на тюркски племена в северозападните периферни райони на империята със стратегическата цел да отблъскват нашествията на съседните държави, води до прогресивна тюркизация на тези области

## Основател на династията
Прародител на династията на селджуците е военачалникът Селджук бег, за когото се смята, че е служил в хазарската армия и под чието предводителство около 950 г. селджуците се преселват в Хорезъм, близо до град Йенд, където приемат исляма. , вероятно под влиянието на суфийски мисионери в началото на XI век.

## Установяване
Първоначално селджуците са съюзници на персийските Саманиди срещу Караханидите. Саманидите губят битката за Трансоксиана (992 – 999 г.). След започналия възход на Газневидите селджуците се включват в борбите за власт и през 1040 г. побеждават Газневидския султан и се провъзгласяват за владетели на Хорасан. Под предводителството на третия владетел от династията Тогрул I (също наричащ себе си султан) завладяват западен Иран и превземат Багдад (1055). Те свалят от власт Буидите и заемат тяхното място като везири (наместници) на халифа. Тогрул възстановява влиянието на Абасидите и сунитската вяра и халифът му дава титлата „цар на Изтока и Запада“. Така селджукският султан се представя пред мюсюлманския свят като пратеник на провидението, дошъл да брани законността и правата вяра. По този начин Тогрул възвръща единството в ислямския свят. Преди смъртта си се жени за дъщерята на халифа. В края на управлението му цял Иран и арабски Ирак отново формират империя, обединена под духовната власт на халифа от династията Абасиди и управлявана от неговия наместник селджукския султан. Селджуците бързо изтласкват представителите на Буидите от останалата територия под тяхна власт и започват да окупират Сирия, където обаче срещат съпротива от страна на византийците, довела до дългогодишни византийско-селджукски конфликти.
През 1071 селджукската армия на Алп Арслан печели битката при Манцикерт срещу Византийската империя и завладява по-голямата част от Анадола. Селджукската армия измества Фатимидите в Сирия, но Мала Азия се озовава в ръцете на различни мюсюлмански племена, обособени като независими емирства. По-късно едно от тях – османците – в крайна сметка ще надделее над останалите.

## Културно развитие
Династията Селджукиди играе важна роля в развитието на тюрко-персийската традиция (персийска култура, развивана под покровителството на тюркски владетели). По тяхно време се създава мрежа от медресета (ислямски училища), в която се обучават и получават унифицирано образование бъдещите административни чиновници и религиозни дейци. Сред многото построени от султаните джамии е Петъчната джамия в Исфахан (Masjed-e Jāmeʿ). В империята и в двора на султана процъфтява персийската култура, тъй като селджуците не разполагат със значителна ислямска или литературна традиция, а възприемат културата на персийските ислямски духовници. По този начин литературният персийски език се разпространява из цялата територия на Иран, а арабският език почти изчезва, с изключение на религиозните текстове и правото.

## Султани
- Тогрул I бин Микаил 1037 – 1063
- Алп Арслан бин Чагри 1063 – 1072
- Джалал ад-Давлах Малик Шах I 1072 – 1092
- Насир ад-Дин Махмуд I 1092 – 1094
- Рух ад-Дин Баркиярук 1094 – 1105
- Муиз ад-Дин Ахмед Санджар 1097 – 1105
- Муиз ад-Дин Малик Шах II 1105
- Гият ад-Дин Мехмед I Тапар 1105 – 1118
- Махмуд II 1118 – 1131
- Давуд 1131 – 1132
- Тогрул II 1132 – 1134
- Масуд 1134 – 1152
- Малик Шах III 1152 – 1153
- Мехмед II 1153 – 1160
- Сюлейман Шах 1160 – 1161
- Арслан Шах 1161 – 1176
- Тогрул III 1176 – 1194